# Fritz Boehle

Fritz Boehle, Selbstbildnis

Fritz Boehle, eigentlich Karl Friedrich Boehle (* 7. Februar 1873 in Emmendingen; † 20. Oktober 1916 in Frankfurt am Main) war ein deutscher Maler, Zeichner und Bildhauer.

## Leben

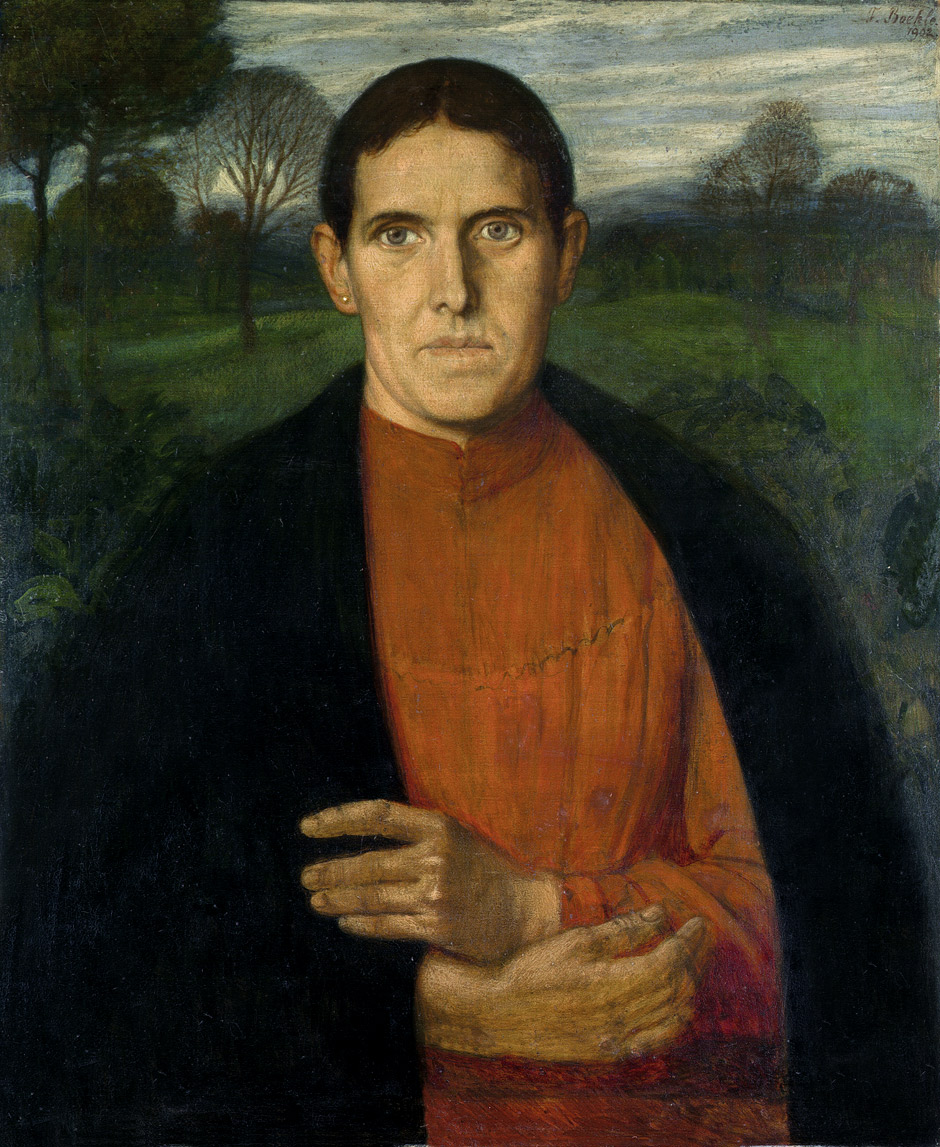
Fritz Boehle: Bäuerin aus Emmendingen, 1902

Die Familie zog bereits ein Jahr nach der Geburt Fritz Boehles nach Frankfurt. Dort arbeitete der Vater als Kaufmann. Fritz Boehle besuchte ab 1886 das Städelsche Kunstinstitut, eine noch heute existierende Schule für bildende Künste. Dort war er Studienkamerad von Wilhelm Altheim und Rudolf Yelin d. Ä., den er um 1890 porträtierte, und der den knapp zehn Jahre jüngeren Boehle als einen wichtigen Einfluss auf sein späteres Werk nannte. 1892 lebte er vorübergehend in München, kehrte aber bald nach Frankfurt zurück. 1907 erhielt er auf der Großen Berliner Kunstausstellung eine kleine Goldmedaille.
Conrad Binding, der Gründer der Binding-Brauerei, für den er zahlreiche Auftragsarbeiten anfertigte, war sein Mäzen. Des Öfteren besuchte Boehle seine Großeltern in Emmendingen und zeichnete dort im Gasthof Zum Lamm, der den Eltern seiner Mutter gehörte, die Gäste und skurrile Besucher. Fritz Boehle starb am 20. Oktober 1916 in Frankfurt am Main im Alter von 43 Jahren an der damals noch nicht behandelbaren Zuckerkrankheit. Er wurde auf dem Hauptfriedhof beigesetzt.

## Stil und Werke

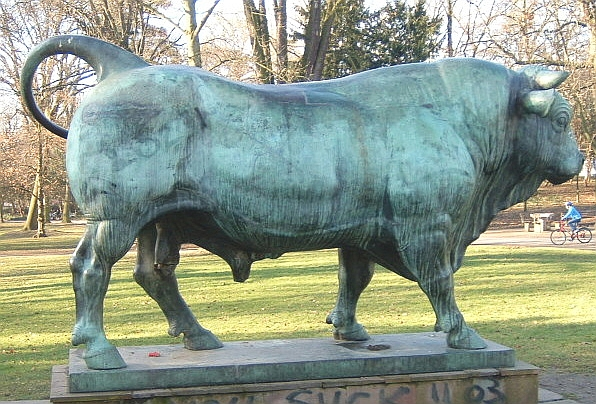
Fritz Boehle: Schreitender Stier, Frankfurt

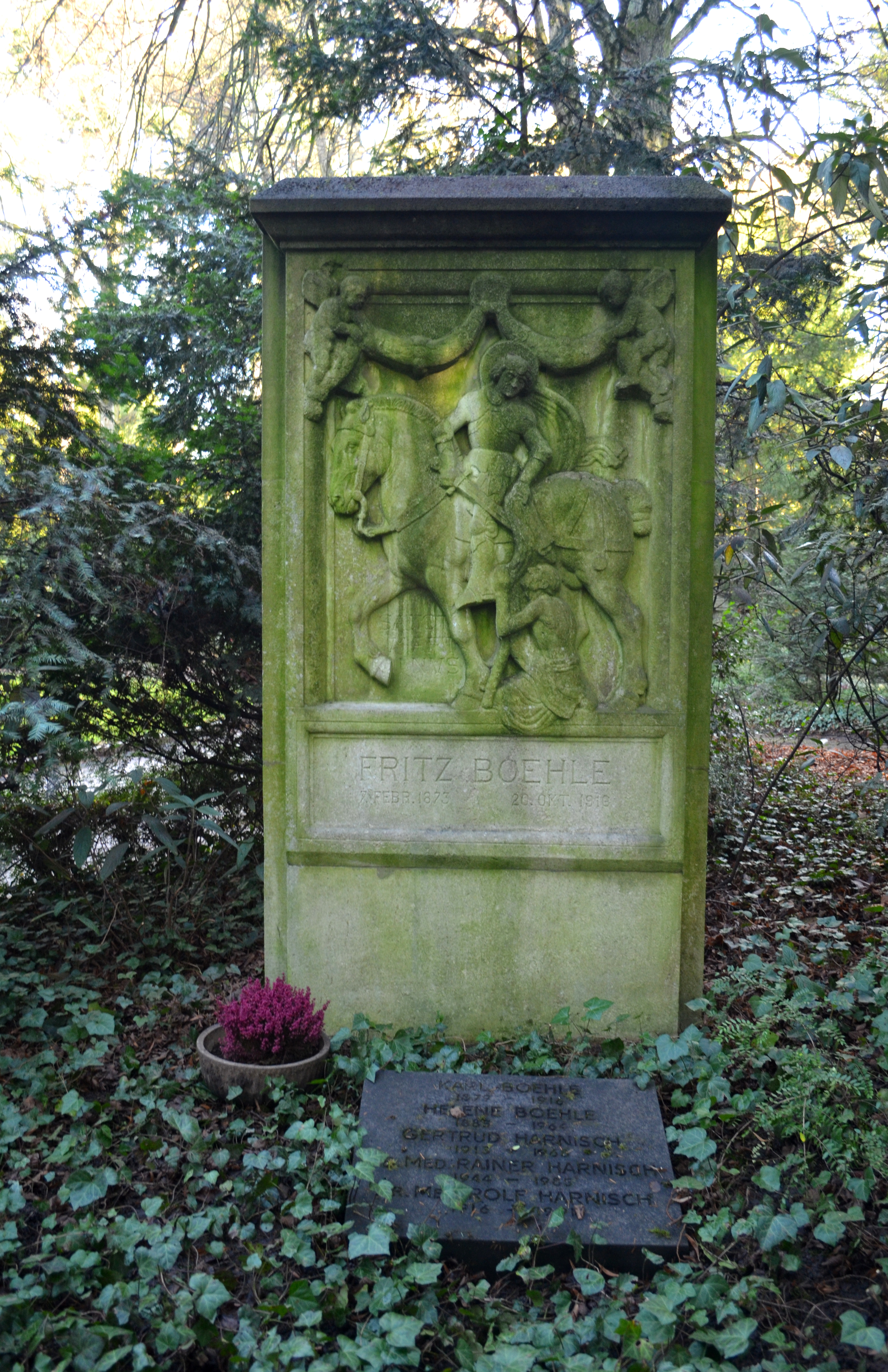
Grabstätte Fritz Boehle Hauptfriedhof Frankfurt am Main

Fritz Boehle lehnte sich in seinen Zeichnungen an Albrecht Dürer an und blieb auch bei seinen Gemälden traditionell. Er malte und zeichnete hauptsächlich Menschen und Tiere, vor allem Pferde. Bekannt wurde Boehle auch durch Radierungen für Kalenderblätter. In seinem Bild Heimkehr (1905) zeichnete er eine herbe deutsche Landschaft mit einem Bauern in monumentaler Haltung.
Im Günthersburgpark in Frankfurt steht der nach seinen Entwürfen gefertigte Schreitende Stier, außerdem existiert noch ein Reiterstandbild am Wendelsplatz als Carolus-Brunnen in Sachsenhausen, ein Modell seiner Skulptur Karls des Großen, die zum Markenzeichen der Binding-Brauerei wurde.
Dem Maler war im Jahre 2014 eine Studioausstellung im Städel Museum in Frankfurt am Main mit Werken aus der Sammlung gewidmet.
Ein Teil seines schriftlichen Nachlasses liegt im Deutschen Kunstarchiv im Germanischen Nationalmuseum in Nürnberg.

## Ehrungen
In Emmendingen, wo Boehles Geburtshaus steht, wurden eine Straße und eine Schule nach ihm benannt. In Frankfurt erinnert der Boehlepark auf dem Sachsenhäuser Berg an ihn, nicht weit von der Sachsenhäuser Warte entfernt. In Frankfurt-Griesheim gibt es eine nach ihm benannte Grundschule. Seit 2008 ist in Frankfurt-Sachsenhausen auch eine Straße nach ihm benannt.